# Многоцветницы
Многоцветницы (лат. Nymphalis) — род дневных бабочек из семейства Нимфалиды (Nymphalidae). Таксоны Aglais, Inachis, Kaniska и Polygonia иногда включают в качестве подродов в род Nymphalis, но обычно они считаются отдельными родами.

## Описание
Внешний край крыльев волнистый, передние крылья с зубцом за его вершиной, задние крылья — с зубчиками в последней трети. Задний край переднего крыла прямой. Сверху крылья тёмно-коричневые с широкой краевой полосой жёлтого или бледно-жёлтого цвета и с рядом субмаргинальных голубых пятен, проходящих через оба крыла. В том же случае, если окраска крыльев красновато-коричневая или ржаво-красная с чёрными пятнами, то базальная половина задних крыльев не окрашена в чёрный цвет. Крылья снизу с рисунком бурых оттенков, имитирующих кору дерева, иногда с чётким белым значком или с желтоватой точкой на наружной границе центральной ячейки.

## Виды
- Nymphalis antiopa (Linnaeus, 1758) — Траурница
- Nymphalis californica (Boisduval, 1852)
- Nymphalis cyanomelas (Doubleday, 1849)
- Nymphalis polychloros (Linnaeus, 1758) — Многоцветница садовая

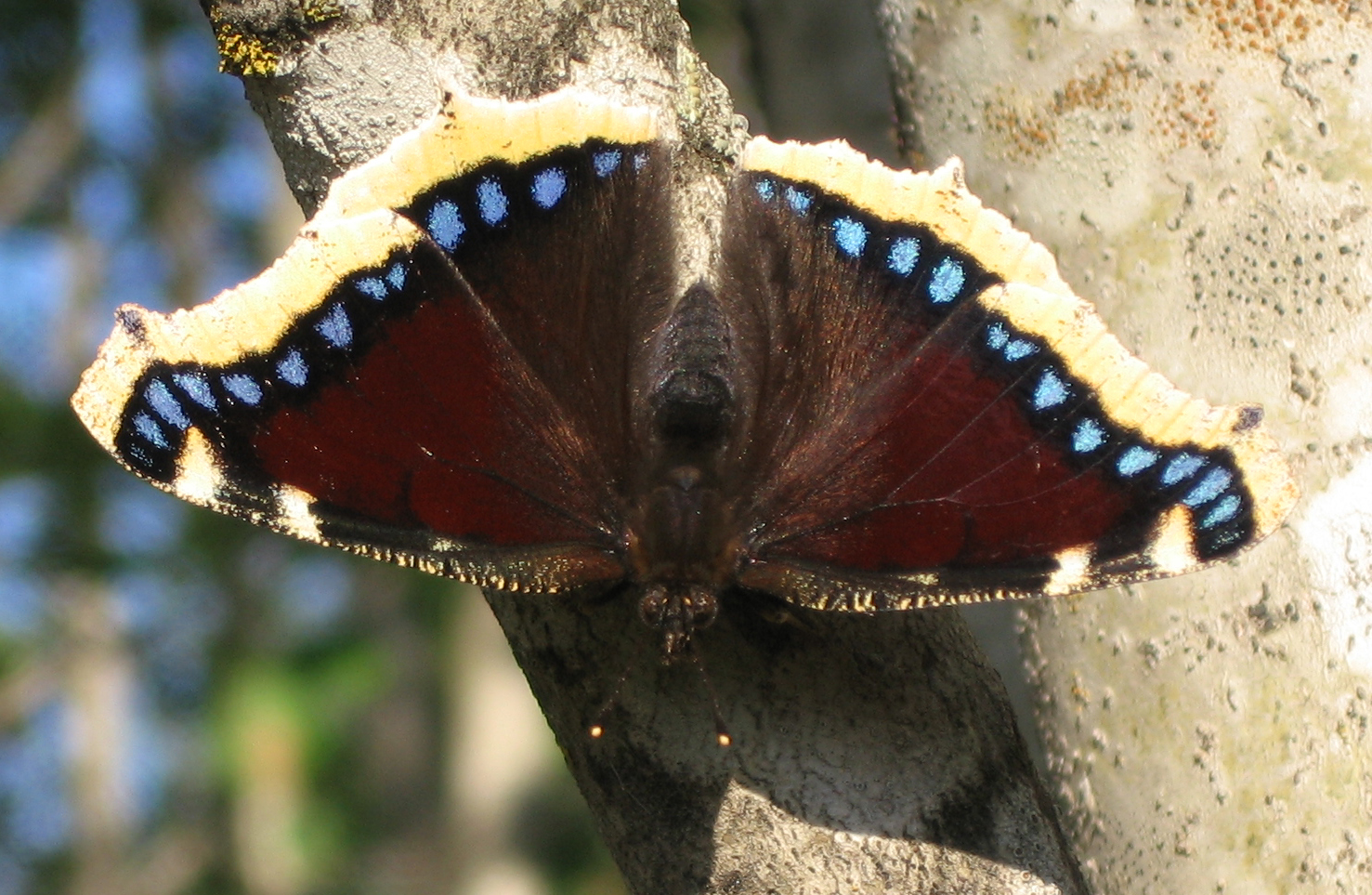
Траурница (Nymphalis antiopa)

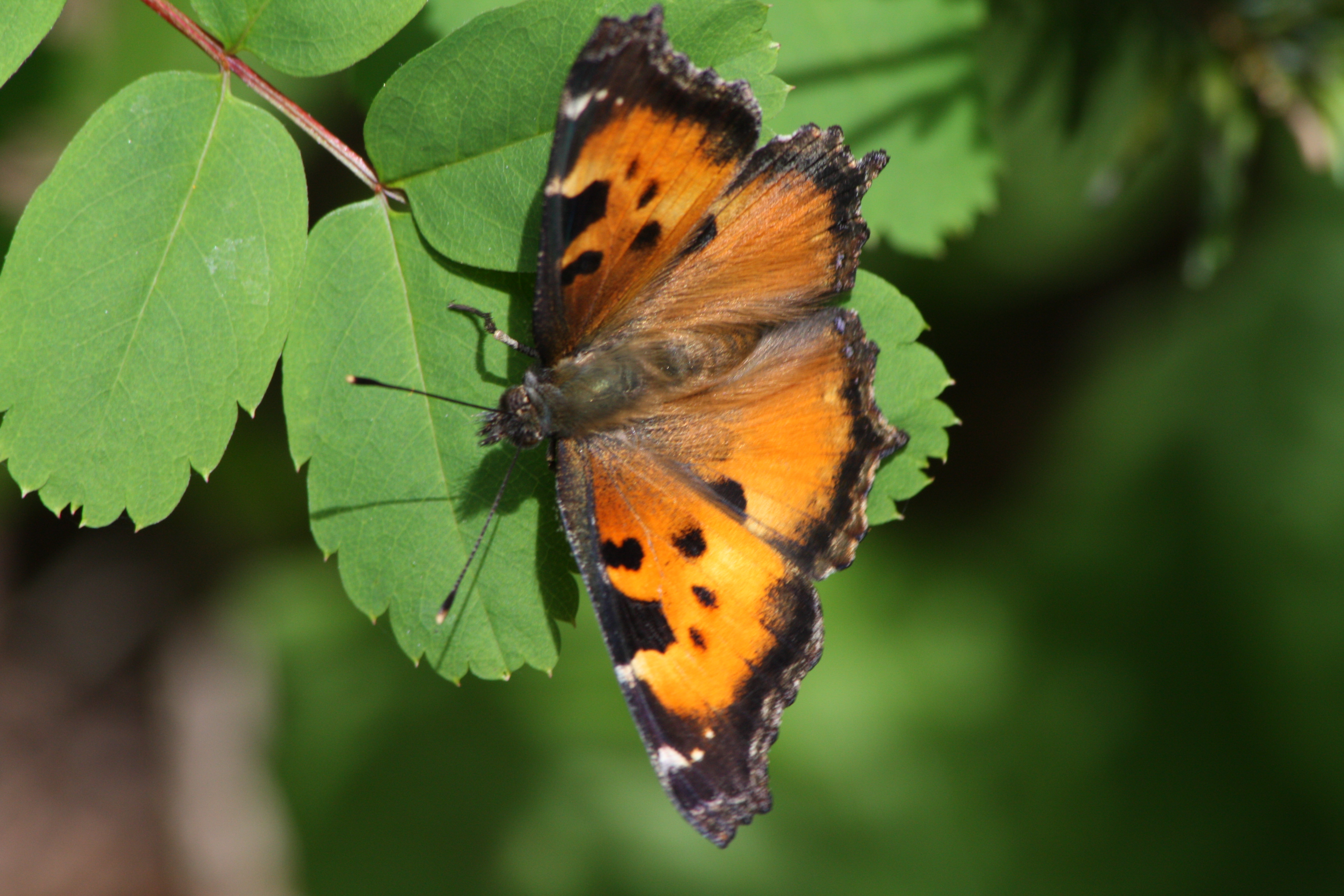
Nymphalis californica

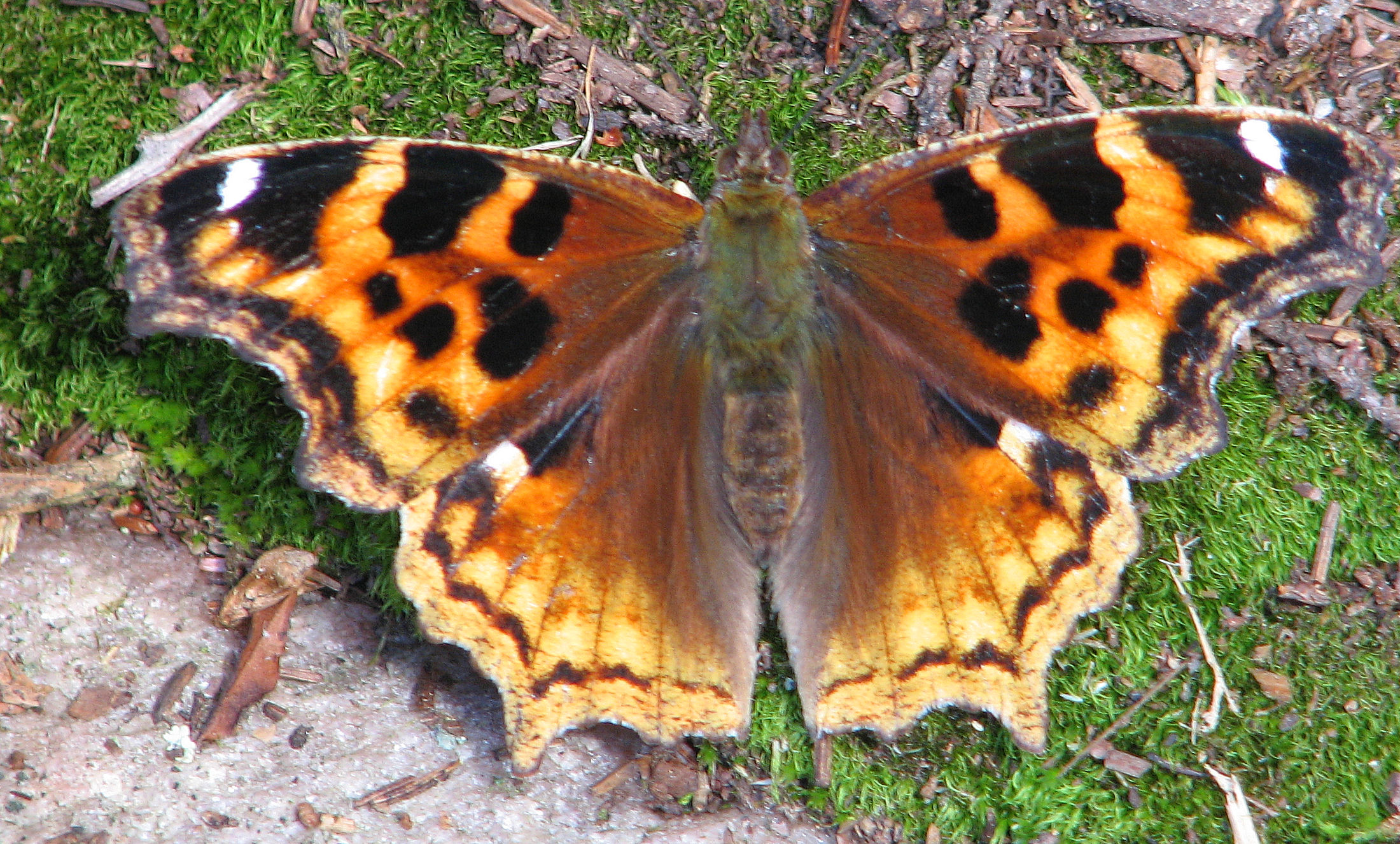
Многоцветница v-белое (Nymphalis vaualbum)

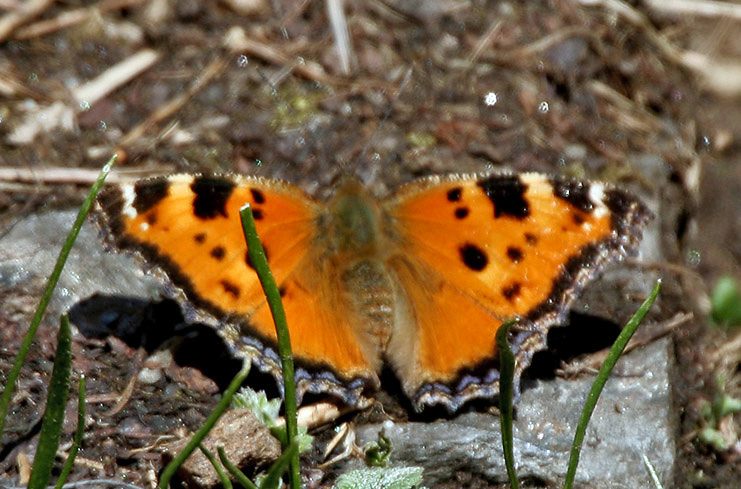
Многоцветница чёрно-рыжая (Nymphalis xanthomelas)

- Nymphalis xanthomelas (Esper, 1781) — Многоцветница чёрно-рыжая
- Nymphalis vaualbum (Denis et Schiffermuller, 1775) — Многоцветница v-белое

## Подроды рода Многоцветница

### Aglais
- Nymphalis ichnusa (Aglais ichnusa) (Hübner, 1824)
- Nymphalis kaschmirensis (Aglais kaschmirensis) (Kollar, 1844)
- Nymphalis ladakensis (Aglais ladakensis) (Moore, 1878)
- Nymphalis milberti (Aglais milberti) (Godart, 1819)
- Nymphalis rizana (Aglais rizana) (Moore, 1872)
- Nymphalis urticae (Aglais urticae) (Linnaeus, 1758) — Крапивница обыкновенная

### Inachis
- Nymphalis io (Inachis io) (Linnaeus, 1758)  — Павлиний глаз. Единственный представитель рода Inachis.

### Kaniska
- Nymphalis canace (Kaniska canace) (Linnaeus, 1763) — Траурница японская. Единственный представитель рода Kaniska[3].

### Polygonia
- Nymphalis c-album (Polygonia c-album) (Linnaeus, 1758) — Углокрыльница c-белое
- Nymphalis c-aureum (Polygonia c-aureum) (Linnaeus, 1758) — Углокрыльница с-золотое
- Nymphalis comma (Polygonia comma) (Harris, 1842)
- Nymphalis egea (Polygonia egea) (Cramer, 1775) — Углокрыльница южная
- Nymphalis faunus (Polygonia faunus) (Edwards, 1862)
- Nymphalis g-argenteum (Polygonia g-argenteum) (Doubleday, 1848)
- Nymphalis gigantea (Polygonia gigantea) (Leech, 1890)
- Nymphalis gracilis (Polygonia gracilis) (Grote Robinson, 1867)
- Nymphalis haroldii (Polygonia haroldii) (Dewitz, 1877)
- Nymphalis interposita (Polygonia interposita) (Staudinger, 1881)
- Nymphalis interrogationis (Polygonia interrogationis) (Fabricius, 1798)
- Nymphalis oreas (Polygonia oreas) (Edwards, 1869)
- Nymphalis progne (Polygonia progne) (Cramer, 1775)
- Nymphalis satyrus (Polygonia satyrus) (Edwards, 1869)
- Nymphalis undina (Polygonia undina) (Grum-Grshimailo, 1890)
- Nymphalis zephyrus (Polygonia zephyrus) (Edwards, 1870)